# ドイツ陸軍 (ドイツ連邦軍)

ドイツ陸軍（ドイツりくぐん、ドイツ語：Deutsches Heerもしくは単にHeer）は、ドイツ連邦共和国の軍隊であるドイツ連邦軍の陸軍。組織の位置としては、ドイツ連邦国防省における軍事機構分野（Militärische Organisationsbereiche）の軍隊（Streitkräfte）で軍備部門（Teilstreitkraft）にあたる。
本稿では他の時代や体制のドイツ陸軍と区別するため必要に応じて、ドイツ連邦陸軍、連邦陸軍、西ドイツ陸軍、統一ドイツ陸軍および新生陸軍もしくは新陸軍の呼称を用いる。

## 歴史

### 黎明期
ナチス・ドイツ政権崩壊後、ドイツ国防軍の地上軍はほぼ完全に消滅し、連合国軍によってドイツ国土は占領される。ドイツ連邦共和国（西ドイツ）の建国から1年以上たった1950年に、東アジアの朝鮮半島では朝鮮戦争が勃発し、ヨーロッパにおける東西冷戦の最前線であったドイツも緊張状態におかれた。同じ1950年8月11日に欧州防衛共同体による欧州軍に西ドイツが参加することが欧州評議会にて確認される。しかし同月30日にフランス国民議会にて欧州防衛共同体条約（EDC条約）の批准は否決され欧州軍構想は頓挫した。同じ1950年10月26日にテオドール・ブランクはコンラート・アデナウアー連邦首相によって連合軍関連問題特別担当に任命され、同年内に国防省の前身組織となるブランク機関が設立され再軍備に向けての準備が着々となされる事になる。西欧同盟で決定された兵力量については陸軍は6個歩兵師団、6個装甲師団と若干の直轄部隊で合計400,000名が必要とされた。
1951年3月に軽武装が施された人員約10,000名から成るドイツ連邦国境警備隊（BGS）が創設される。連邦国境警備隊の組織形成はしばしばヒンメロート覚書を根拠に再軍備を意図した人事などが実行される。例としては旧ドイツ国防軍の高級士官の手による新国軍の概略である「西ヨーロッパ国際部隊の枠組みによるドイツ派遣団」などがそれにあたる。覚書にあってはドイツ地上軍のため1952年までに約250,000名の大軍を組織することが目標とされた。新陸軍ではワルシャワ条約機構軍に対抗するため軍団司令部が6個と装甲師団が12個の編制が必要とされた。偽装の上で設立されたブランク機関は早くも1954年3月に新ドイツ陸軍の組織計画を提出する。そこでは6個歩兵師団、4個装甲師団、2個装甲擲弾兵師団が編成され西ヨーロッパ防衛に対するに西ドイツの貢献として供出する予定であった（「欧州軍」の創設を狙ったいわゆるプレヴァン・プラン）1954年9月28日のロンドン・パリ会議でのイギリスによる収拾案の提案後、同年10月23日にパリ会議にて西欧9箇国は西ドイツの北大西洋条約機構（NATO）への参加と再軍備を正式決定し、パリ諸条約が調印された。これにより1955年5月9日に西ドイツはNATOに加盟する予定となる。
1955年5月のNATO加盟後に連邦議会の下でブランク機関は連邦国防省に改組された。1952年2月8日に連邦議会は西ヨーロッパ防衛への貢献を認められ、1954年2月26日にドイツ連邦共和国基本法が改正され防衛についての補足がなされ、1956年3月19日の7回目改正（連邦共和国基本法第7次補充法）で条文の修正と共に新しく条文が挿入される。初代連邦国防大臣にはテオドール・ブランクが就任した。連邦国防省内では陸軍第5部として第5A指揮教育、第5B組織、第5C後方支援が設けられる。

### 陸軍第1次編制1955年から1959年
連邦軍と連邦陸軍の実際の歴史は、1955年11月12日にアンダーナッハで実施された初の徴兵が始まりとなる。連邦陸軍はその創設からドイツ敗戦と国防軍崩壊まで約10年間の空白期間があったが、新生陸軍については1944年7月20日のヒトラー暗殺未遂事件に関与したドイツ軍人達やプロイセン改革の伝統を継承するとされた。しかし、長期間の空白のため軍事技術の欠落は深刻で、再軍備にあたっては旧国防軍幹部の力を必要とした。初代陸軍総監にはハンス・レッティガー陸軍中将が就任した。レッティガーはヒンメロート覚書の作成に関与していた。1989年の冷戦の終結までNATOとワルシャワ条約機構の対立は連邦陸軍の歴史を決定的なものにした。
連邦陸軍はその設立当初からNATOの指揮構造に組み込まれ、1959年までの陸軍第1次編制で12個師団を提供することになっていた。1966年まではソビエト連邦軍の通常戦力は大規模で、NATOの戦略は大量報復戦略（核戦略）に依存していた。1956年に連邦陸軍の最初の部隊と陸軍学校の建設が始まり、アンダーナッハにて7個教育中隊が編成される。1957年4月1日に連邦陸軍最初の徴集兵が招集される。計画された12個師団は歩兵、装甲、装甲擲弾兵の各種は6ヶ月間に2つのグループ毎に編成される事になっていた。しかしながら計画された12個師団はその全てが1959年までNATOの指揮下に入ったわけではなかった。1958年末時点では連邦陸軍の戦力は約100,000名を達成し、アメリカ合衆国から資器材が引き渡され、初めてM47戦車が配備される。
連邦軍の地上戦力は当初、連邦陸軍と第四の軍種として地域軍（郷土防衛軍）が国防省の下にあった。このうち連邦陸軍はNATOの指揮構造に結合された。1957年に地域軍（郷土防衛軍）は「領土防衛局（Amt für territoriale Verteidigung）」後に「領土防衛司令部（Kommando Territoriale Verteidigung）」に改称した組織の下におかれた。領土防衛司令部は連邦国防省直轄とされる。狭義の意味では領土防衛のために別系統の陸軍、海軍、空軍が設けられた。地域軍部隊は連邦政府（西ドイツ国家主体）の指揮下に置かれ、完全にNATOの指揮下には置かれてはいなかった。

### 陸軍第2次編制1955年から1970年
ソビエト連邦の戦術核兵器の進歩は陸軍第1次編制の最終取得前に新たな問題を生じさせ、次期陸軍編制が始まる。連邦陸軍は戦場での戦術核兵器の被害を極限するため師団の規模を最大で約28,000名の将兵で構成し、師団にはより小型で機動的な部隊として旅団が編制に組み込まれる。装甲旅団には2個戦車大隊、1個装甲擲弾兵大隊、1個装甲砲兵大隊、1個補給大隊での編制が標準とされ、装甲擲弾兵旅団は1個戦車大隊、2個装甲擲弾兵大隊、1個装甲砲兵大隊、1個補給大隊で構成された。擲弾兵師団は装甲擲弾兵師団に改称される。1959年末時点では11個師団、27個旅団は編成されていた。野戦軍には1959年時点で約148,000名規模を有し、地域軍は1960年初頭に最初の非現役の猟兵大隊と警備中隊を編成する。1965年には整備計画中36個旅団のうち34個旅団が編成済みで、12個師団はNATO運用計画部に対し活動中であると報告された。1969年に連邦陸軍は約305,000名規模に成長した。
1967年にはNATOの正面防御ドクトリンは大量報復戦略から柔軟反応戦略（en:Flexible response）に転換し、防衛戦力の転換を促した。連邦陸軍はニュークリア・シェアリングの一環で1969年に核兵器投射能力を有する3個ロケット砲兵大隊と同能力を持つ2個砲兵大隊が新たに計画される。新兵器システム（国産兵器など）は陸軍第2次編制から調達される。戦車部隊にはアメリカ合衆国から供与されたM48戦車、後にレオパルト1戦車が配備される。装甲擲弾兵部隊には当初不祥事にまみれ能力も非効率的なSpz HS.30装甲車が調達され、以降は国産のマルダー歩兵戦闘車が配備される。さらに連邦共和国は銃器やロケット駆逐戦車、M113装甲兵員輸送車や輸送ヘリコプターUH-1を調達する。
1961年から領土防衛についての計画部隊は予備役兵で補充されていた。領土防衛の中央指揮権限については1969年に3つの新しい師団級地域司令部を編制し北部地域司令部、南部地域司令部、シュレースヴィヒ＝ホルシュタイン地域司令部に分けられた上で、連邦陸軍の内部に統合され「野戦軍」（NATOの指揮下）と「地域軍」（ドイツ国家の指揮下）となる。

### 陸軍第3次編制1970年から1979年
1970年代にヨーロッパを射程圏に収める事ができるソビエト連邦軍の準中距離弾道ミサイルの配備によって、1979年12月にNATO理事会はNATO二重決定（en:NATO Double-Track Decision）で対抗する事になる。同時にワルシャワ条約機構は部隊に必要な新兵器システムを導入する。NATOは量的優勢から質的優勢を強化・追求するようになる。また、ソビエト連邦軍空挺師団による後方地域に対する脅威に対しても是正処置を講じる必要性が生じた。
第2装甲擲弾兵師団と第4装甲擲弾兵師団は猟兵師団に改編し地理的条件に対応する。これらの部隊は対空挺任務のための予備として準備される。1971年末時点で師団の下には次のような部隊が編成されていた。野戦軍には13個装甲、11個装甲擲弾兵、4個猟兵、3個空挺および2個山岳旅団があった。1975年に連邦陸軍では第7装甲師団、第10装甲師団および第12装甲師団ではいまだに三つ目の旅団では人員装備の定数不足をきたしていた。この目標は36個旅団体制の確立によって満たされた。新編成旅団は次期陸軍編制で最初の試験旅団として編成される。

### 陸軍第4次編制1980年から1990年
1980年から1981年まで連邦陸軍は陸軍第4次編制で再編成される。目的は、より小さく、より柔軟な戦闘単位部隊が編成される。旅団隷下の戦闘単位部隊は3つから4つに増強される。いくつかの大隊は戦車と装甲擲弾兵の混成大隊として編成される。連邦陸軍の12個師団は3個軍団で構成され、さらにユトランド＝シュレースヴィヒ＝ホルシュタイン地上部隊連合司令部（LANDJUT）も含まれた。第2と第4猟兵師団は再び装甲擲弾兵師団に改編される。第1と第7装甲擲弾兵師団は装甲師団に改編される。連邦陸軍は陸軍第4次編制で36個の現役旅団（17個装甲、15個装甲擲弾兵、3個空挺および山岳旅団）と、12個師団（6個装甲、4個装甲擲弾兵、1個空挺および1個山岳師団）で構成された。1977年から師団部隊は旅団砲兵大隊に核砲弾を発射できるM109 155mm自走榴弾砲とMLRSを、防空砲兵部隊では師団直轄連隊にゲパルト自走対空砲が配備された。
地域軍は全体で3個地域軍と5個防衛管区司令部で構成された。1982年から支援司令部下で「戦時受け入れ国支援プログラム（Wartime Host Nation Support-Programms）」に基づき西ドイツ駐留米軍を支援する体制となる。1970年から郷土防衛司令部の下で領土防衛旅団が再編成される。地域軍は6個の現役部隊を含む12個郷土防衛旅団が含まれた。地域軍は防衛事態に至った場合に約450,000人を増強することができた。平時における地域軍の規模は約85,000名で構成された。

### 陸軍第5次編制1990年から1992年
東西間の緊張緩和で、既に連邦軍は最高で兵士95,000名の削減を考慮される。1990年に東西ドイツは再統一され、冷戦は終結するも核軍縮は継続した。
1990年に平時における兵力を1994年までに最大で370,000名にする事をソビエト連邦と合意した。連邦陸軍については旧東ドイツ国家人民軍との統合に伴い1990年10月時点で360,000名規模（このうち国家人民軍は58,000名）で、これから平時戦力255,000名を目標とする。これにより将兵約105,000名の削減を意味した。国家人民軍との統合後、連邦陸軍の指揮系統は14個師団と43個戦闘旅団（これに独仏合同旅団が追加される）、6個現役および6個非現役の郷土防衛旅団、26個部分的現役旅団で構成された。地域軍は野戦軍に合併され残余の組織は旧野戦軍に編入された。3個地域軍は軍団司令部との合併は実施されなかったが、唯一旧東ドイツ地域では東部地域司令部/軍団として編成され、防衛管区司令部の運用や東西軍事統合業務を実施する。野戦軍との合併前には8個防衛管区司令部が編制され師団司令部と合併するが、部分的にしか完全稼働しなかった。東ドイツ地域だけでは完全な範囲で合併が実施された。
1994年に第1空挺師団と第4装甲擲弾兵師団が合併して新編されたコマンドー空中機動部隊/第4師団は主に海外危機に対応するため戦術的に運用可能な編制となっていた。
1994年6月のドイツ駐留ソ連軍の撤退まではNATO指揮系統に組み込まれている野戦軍は配備されず、ドイツ国家主体で運用される地域軍のみが配備される。
NATOは1991年に洗練された新戦略を策定し、従来の柔軟暗反応戦略から転換した。この決定は1991年のNATOの核計画部会（de:Nukleare Planungsgruppe）による決定で戦術核兵器の放棄が決定された。国家人民軍から引き継いだ装備品については数年間で国外に売却、または破壊された。特に空挺部隊については特定要請への言及に基づき、軽量小型武器運搬車両のKraka（de:Kraka）からヴィーゼルに更新する。

### 陸軍第5次編制（N）1992年から1997年
陸軍第5次編制が始まって間もない頃から国際任務の増加に伴い、直ちに修正された陸軍第5次編制（N）が策定された。これにより地域軍の廃止と軍団司令部との合併、東部地域司令部/第4軍団の合併に至った。一部の軍団は多国籍化し、第1軍団は1995年に解散し、新たに第1ドイツ＝オランダ軍団が編成された。第2軍団は1993年に第2ドイツ＝アメリカ軍団に改編されるが2005年に解隊する。既に編成済みであったシュレースヴィヒ＝ホルシュタイン・ユトランド連合地上部隊司令部（LANDJUT）についてはそのままであった。旅団は1994年までに一括して再編成された。装甲、装甲擲弾兵および装甲砲兵大隊だけでなく各々2個戦車大隊と2個装甲擲弾兵大隊に組み替えられた。
1992年に連邦陸軍の一部は危機対応を目的とする現在の戦力分類に相当する緊急展開部隊を準備する。緊急展開部隊の範囲は将兵50,000名規模に達した。第3軍団については他の軍団と異なり多国籍軍団には転換されず、再編成途中の1994年4月に解散されて軍団司令部の幕僚については陸軍指揮司令部に吸収された。陸軍指揮司令部については西ヨーロッパでのNATO指揮構造の緩和に関連し、これに対応するために準備された。1990年代を通じて統一ドイツ陸軍はNATOの指揮下に置かれていた。しかし、ソビエト連邦の崩壊にともなってヨーロッパの安全保障環境は劇的に変化した。これによりドイツの指揮権について変更する必要に迫られた。ほぼ同時期に連邦陸軍は新たな組織を編成した。陸軍局は改編され、陸軍指揮司令部および陸軍支援司令部が新編され、陸軍内の後方支援業務と衛生業務は集約された。東部地域司令部/第4軍団は1995年に第4軍団に改編される。
1996年には特殊戦団（KSK）が編成され、初めての連邦陸軍での特殊作戦部隊が始動する。

### 新任務のための新陸軍1997年から2001年
1997年以降「新任務のための新陸軍（Neues Heer für neue Aufgaben）」に基づいて、新たな編制をとる。コマンドー航空機動部隊には陸軍航空隊とその機能が集約された。陸軍の編制は戦力分類によって次のような構造となった。「基幹防衛部隊（Hauptverteidigungskräfte、HVK）」と「危機対処部隊（Krisenreaktionskräfte、KRK）」がそれであった。危機対処部隊についてはNATO即応部隊ドイツ分担には司令部も含めて次の部隊が指定された。航空機動部隊司令部には第7と第10装甲師団司令部が含まれ、出動指揮司令部には第1後方支援旅団、第12装甲旅団、第21装甲旅団、第1航空機械化旅団、第37空挺旅団および独仏合同旅団が任務を分担した。KRK指定部隊には特殊部隊司令部とその他の新部隊が含まれた。HVK指定部隊は全体で20個の現役部隊からなった。平時編成の旅団を主体とした。HVK旅団はうち4個現役旅団が危機対処部隊に編入された。HVK旅団の4個現役旅団についてはさらに4個非現役旅団が指定される。陸軍第5次編制（N）で8個HVK現役旅団が整備された。
また連邦陸軍は第1軍団(独蘭軍団)、第2軍団(独米軍団）に関与する。陸軍部隊は欧州合同軍のために付加される。他にもアメリカ合衆国陸軍第5軍団、欧州連合軍緊急展開軍団および北東多国籍軍団があった。北東多国籍軍団についてはユトランド・シュレースヴィヒ＝ホルシュタイン連合陸上部隊司令部（LANDJUT）を母体にポーランド軍を編入して編成された。第4軍団については最後までドイツ独自の軍団として残った。
連邦陸軍のために新装備の調達が開始され、PzH2000自走榴弾砲と新型装甲車のディンゴ、第1航空機動旅団に新型ヘリコプターユーロコプター ティーガーとNH90の配備が決定された。

### 変革
2001年以来、広範かつ継続的な構造改革は次の見出し語を持って実施された。さらに中間処置が定義される「将来の陸軍（2001年から2006年まで）」そして「陸軍2010（2006年から2010年まで）」である。2008年から2010年までに陸軍兵力は約105,000名から100,000名で推移した。
連邦陸軍の発展は介入戦力、安定化戦力および支援戦力の戦力分類で進められる。第1装甲師団は介入戦力の中核部隊となる。第1装甲師団は連邦陸軍で唯一冷戦時代の編制を維持し、師団独力で諸兵科連合戦闘を遂行できる。さらに連邦軍の改革が進み、既存の横断的組織を母体に救護業務軍と戦力基盤軍が創設される。これにより連邦陸軍が管理していた各種軍事施設と地域軍機構は戦力基盤軍に人員と共に編入される。これら2つの軍事組織の編制後、その一部任務を分担していた陸軍支援司令部は2002年に解散される。重要な支援機能は2002年に新たに編成された陸軍部隊集団と航空機動作戦師団が担当する。これらの支援部隊は陸軍師団のみならず「良質な構成単位」として連邦軍全体の活動に寄与すべく「広範な軍隊」に必要とされる任務に対応する。2002年に最後まで残った第4軍団は解散し、司令部要員はそのまま国外任務を専門とする連邦軍出動指揮司令部に編入される。部分的にコマンドー航空機動部隊/師団と、同時期に編成された古典的空挺作戦を担う特殊作戦師団が特定任務に対応する事になる。強力なヘリコプター部隊を有する旅団には専属の歩兵連隊が新編された。2007年に第1航空機械化旅団は第1航空機動旅団に改称され、連邦陸軍における緊急展開分野の重要な要素となる。
2005年の連邦陸軍の兵科は再編成された。とりわけ抜本的変更は戦力基盤軍の創設による副次的効果であった。最終的には駆逐戦車部隊は解散となり、陸軍偵察部隊の下にいくつかの兵科における情報分野の機能が集約された。
2009年以降ストラスブールの独仏合同旅団は連邦陸軍の歴史の中で最初の主要戦闘部隊（予定では第291猟兵大隊）として、永続的に外国軍基地に衛戍する。
特に国外任務の増加に伴い航空輸送可能な新型装甲車の整備が求められた。これらの機能を有するボクサー装輪装甲車（2009年から）、ディンゴ装甲車、ムンゴ装甲車の調達が開始された。さらに新たに編成された陸軍偵察部隊のためにフェネック偵察車も新規購入される。
2010年からはゲパルト自走対空砲の退役が始まり、その代替措置としてマンティス次期空間防護システム（de:Nächstbereichschutzsystem MANTIS）が2010年から稼働させる。2012年までにマルダー歩兵戦闘車の更新計画である空輸可能なプーマ装甲歩兵戦闘車トランシェ1の導入が開始される予定。

### 国外任務
1990年の冷戦終結以降、連邦陸軍はドイツ国外で人道援助や、平和維持活動に従事する。これらの活動は世論や政治上の問題をはらんでおり議会内外で議論の対象となった。連邦陸軍が主に手がけた実際業務は医療・衛生援助で、最初の任務には人道支援活動が行われた点に特徴があった。
1994年まではこれらの任務は通常、国際連合の枠組み内で行われた。連邦陸軍が実施した国連の任務の中ではソマリアでの第二次国際連合ソマリア活動が最大規模であった。
1995年からは北大西洋条約機構または欧州連合主導による各種作戦、和平履行部隊（IFOR）、平和安定化部隊（SFOR）、コソボ治安維持部隊（KFOR）、欧州連合部隊（EUFOR）に参加する。2001年9月11日のアメリカ同時多発テロ事件以降、連邦陸軍は対テロ戦争に参加する事になる。特に不朽の自由作戦はその主作戦であり、この一環としてアフガニスタンにおける国際治安支援部隊（ISAF）に連邦陸軍としては過去最大規模の部隊を派遣している。2006年には欧州連合部隊コンゴ民主共和国派遣任務に部隊を参加させる。国外での作戦に参加する部隊についてはその展開期間中に限り、陸軍の指揮を離れ連邦軍総監部（戦力基盤軍指揮幕僚監部を兼務）の主導で運用されていた。
また、国外任務だけでなく、2002年のエルベ川の大洪水での救援など引き続いて国内での任務に出動している。

## 組織
2020年12月時点で総員約63,000名。
- 陸軍指揮幕僚監部　在ボン
  - 陸軍指揮司令部　在コブレンツ
    - 第1装甲師団　在ハノーファー
    - 第10装甲師団　在ジクマリンゲン
    - 第13装甲擲弾兵師団　在ライプツィヒ
    - 特殊作戦師団　在レーゲンスブルク
    - 航空機動作戦師団　在ファイツヘーヒハイム
    - ドイツ・フランス合同旅団　在ミュルハイム（ドイツ語版）

  - 陸軍局　在ケルン
    - 陸軍学校
    - 陸軍センター

## 階級
通常は最高位の役職である陸軍総監でも中将である（大将は連邦軍総監）。階級としての兵科大将や上級大将の階級は置かれない。
| 士官                        |                                   |      |
| 陸軍大将                    | General                           | OF-9 |
| 陸軍中将                    | Generalleutnant                   | OF-8 |
| 陸軍少将                    | Generalmajor                      | OF-7 |
| 陸軍准将                    | Brigadegeneral                    | OF-6 |
| 陸軍大佐                    | Oberst                            | OF-5 |
| 陸軍中佐                    | Oberstleutnant                    | OF-4 |
| 陸軍少佐                    | Major                             | OF-3 |
| 陸軍上級大尉                | Stabshauptmann                    | OF-2 |
| 陸軍大尉                    | Hauptmann                         | OF-2 |
| 陸軍中尉                    | Oberleutnant                      | OF-1 |
| 陸軍少尉                    | Leutnant                          | OF-1 |
| 准士官および下士官          |                                   |      |
| 陸軍上級准尉                | Oberstabsfeldwebel                | OR-9 |
| 陸軍准尉                    | Stabsfeldwebel                    | OR-8 |
| 陸軍曹長 （士官候補生）     | Oberfähnrich                      | OR-7 |
| 陸軍曹長                    | Hauptfeldwebel                    | OR-7 |
| 陸軍一等軍曹                | Oberfeldwebel                     | OR-6 |
| 陸軍一等軍曹 （士官候補生） | Fähnrich                          | OR-6 |
| 陸軍二等軍曹                | Feldwebel                         | OR-6 |
| 陸軍三等軍曹                | Stabsunteroffizier                | OR-5 |
| 陸軍三等軍曹 （士官候補生） | Fahnenjunker                      | OR-5 |
| 陸軍伍長 （軍曹候補生）     | Unteroffizier (Feldwebelanwärter) | OR-5 |
| 陸軍伍長                    | Unteroffizier                     | OR-5 |
| 兵卒                        |                                   |      |
| 陸軍先任兵長                | Oberstabsgefreiter                | OR-4 |
| 陸軍兵長                    | Stabsgefreiter                    | OR-4 |
| 陸軍先任上等兵              | Hauptgefreiter                    | OR-3 |
| 陸軍上等兵                  | Obergefreiter                     | OR-3 |
| 陸軍一等兵 （士官候補生）   | Gefreiter (Offizieranwärter)      | OR-2 |
| 陸軍一等兵 （軍曹候補生）   | Gefreiter (Feldwebelanwärter)     | OR-2 |
| 陸軍一等兵 （伍長候補生）   | Gefreiter (Unteroffizieranwärter) | OR-2 |
| 陸軍一等兵                  | Gefreiter                         | OR-2 |
| 陸軍二等兵                  | Soldat                            | OR-1 |

補足
- 二等兵（Soldat）には次のように兵科ごとに種類がある。

- Funker（Fu, S、通信兵）
- Grenadier（Gren, S、歩兵）
- Jäger（Jg, S、猟兵）
- Kanonier（Kan, S、砲兵）
- Pionier（Pi, S、工兵）
- Panzerfunker（PzFu, S、装甲通信兵）
- Panzergrenadier（PzGren, S、装甲擲弾兵）

- Panzerjäger（PzJg, S、装甲猟兵）
- Panzerkanonier（PzKan, S、装甲砲兵）
- Panzerpionier（PzPi, S、装甲工兵）
- Panzerschütze（PzSchtz, S、装甲偵察兵）
- Sanitätssoldat（SanSdt, S、衛生兵）
- Schütze（Schtz, S、輜重兵、憲兵、核生物化学兵器防護兵）

## 兵科
2005年10月17日に陸軍総監による司令官文書により連邦陸軍公式の兵科体系が公知される。あらゆる兵科は自らの能力とその装備に応じた類似部隊ごとに集約される。例として兵科色（襟章の色や飾緒の撚紐など）外側から認識できる部位は同色に集約された。以下の表は司令官文書に従った兵科の様相をまとめたものである。文書の中での明示されていないものに軍楽隊があるが、これも表中に含める。
| 戦闘部隊                        | 戦闘部隊                | 戦闘部隊 | 戦闘部隊   | 戦闘部隊 | 戦闘部隊                                                             |
| 部隊 （Truppengattungsverbund） | 兵科 （Truppengattung） | 襟章     | ベレー帽章 | 兵科記号 | 戦力                                                                 |
| ------------------------------- | ----------------------- | -------- | ---------- | -------- | -------------------------------------------------------------------- |
| 歩兵部隊                        | 降下猟兵科              |          |            |          | 16個空挺中隊                                                         |
| 歩兵部隊                        | 山岳猟兵科              |          |            |          | 12個山岳猟兵中隊                                                     |
| 歩兵部隊                        | 猟兵科                  |          |            |          | 9個猟兵中隊 2個猟兵中隊の新設予定                                    |
| 装甲部隊                        | 装甲擲弾兵科            |          |            |          | 24個装甲擲弾兵中隊                                                   |
| 装甲部隊                        | 装甲兵科                |          |            |          | 18個戦車中隊                                                         |
| 特殊部隊                        | 特殊部隊                |          |            |          | 1個隊                                                                |
| 戦闘任務支援部隊                |                         |          |            |          |                                                                      |
| 砲兵部隊                        | 砲兵部隊                |          |            |          | 5個ロケット砲兵中隊 13個装甲砲兵中隊 4個観測・偵察中隊               |
| 陸軍航空部隊                    | 陸軍航空部隊            |          |            |          | 4個輸送飛行隊 2個戦闘ヘリコプター隊                                  |
| 工兵部隊                        | 工兵部隊                |          |            |          | 6個大隊 +6個中隊                                                     |
| 運用管理支援部隊                |                         |          |            |          |                                                                      |
| 通信部隊                        | 通信部隊                |          |            |          | 1個通信連隊 +7個大隊                                                 |
| 陸軍偵察部隊                    | 陸軍偵察部隊            |          |            |          | 13個偵察中隊 1個偵察中隊の新設予定 2個航空偵察中隊 1個長距離偵察中隊 |
| 陸軍兵站部隊                    | 整備科                  |          |            |          | 10個大隊                                                             |
| 陸軍兵站部隊                    | 需品科                  |          |            |          | 10個大隊                                                             |
| 陸軍衛生部隊                    | 陸軍衛生部隊            |          |            |          | 独立した部隊は持たず各部隊の編制内に存在                             |
| その他                          |                         |          |            |          |                                                                      |
| 陸軍音楽科                      | 陸軍音楽科              |          |            |          | 5個陸軍軍楽隊                                                        |

憲兵部隊については2001年に戦力基盤軍に移管される。2003年には、心理戦部と電子戦部隊および地理情報部隊が解散する。

## 装備
以下は2007時点における内容。保有数を記載しており、実際に運用している数は必ずしも反映されていない。

### 車両
- レオパルト2戦車×225輌
- レオパルト1戦車A1/A3/A4/A5 現在は退役済み
- マルダー歩兵戦闘車1A2/A3×〜100輌　退役予定（現在はプーマ装甲歩兵戦闘車に更新中）
- プーマ装甲歩兵戦闘車　350輌配備予定
- ヴィーゼル空挺戦闘車20mm機関砲搭載型×133輌
- M113装甲兵員輸送車 2010年に退役済み
- ゲパルト自走対空砲×94輌
- フェネック偵察車×222台
- ルクス装甲車　退役（フェネックにより更新済み）
- フクス装甲兵員輸送車（NBC仕様）×84台
- ディンゴ装甲車×147台
- フクス装甲兵員輸送車×765台
- LAPV軽装甲車
- AGF サーバル
- ESKムンゴ装甲トラック
- KTM・400LS-Eミリタリー
- ヤマハ・コディアック400
- ボクサー装輪装甲車
- スキードゥー

### 火砲
- M101 105mm榴弾砲×10門
- M109 155mm自走榴弾砲（A3G含む）×499輌
- PzH2000自走榴弾砲×180輌（現役運用は150輌[5]）
- MLRS×50輌(38輌まで減らす予定)
- Tampella 120mm迫撃砲×391門
- ラインメタル Rh202 20mm対空機関砲×1155門

### ミサイル
- ミラン対戦車ミサイル×1083基
- TOW対戦車ミサイル×194基（ヴィーゼル搭載分含む）
- パトリオットPAC3地対空ミサイル×28基
- ローランド地対空ミサイル×120基
- スティンガー携行型地対空ミサイル

### 航空機
- MBB Bo 105/M（PAH-1、HOT対戦車ミサイル搭載）×82機
- MBB Bo 105M（偵察型）×2機
- PAH-2×40機
- TTH90×22機
- シコルスキー CH-53G×93機
- ユーロコプター EC 135×14機
- アエロスパシアル SA-313×12機
- UH-1/D×118機

### 無人航空機
- Luna X 2000×10機
- ラインメタル KZO×1個システム
- AN/USD-502
- AOLOS-289/CL-289

### 小火器
- H&K P8
- H&K MP5
- H&K MP7
- IMI UZI
- H&K G3
- H&K G36
- H&K HK416A8
  - ヘーネル MK556との競合の結果､1回目はヘーネル MK556が採用とされたが､H&K社が異議を唱えた結果､再審査が行われ採用された｡現行モデルの中では最新のモデルである｡
- H&K MG4
- H&K G8
- H&K HK21
- ラインメタルMG3
- レミントンM870
- ブローニングM2重機関銃
- アキュラシーインターナショナル AWM
- アキュラシーインターナショナル AW50
- バレットM82
- H&K HK69
- H&K GMW
- パンツァーファウスト3

### ナイフ
- KM2000

### その他
- 上陸用舟艇LCM×12隻
- M-113 A1GE（レーダー）×18輌
- RASIT（レーダー）×85台
- RATAC×34台